# Kuna de Madugandí
Kuna de Madugandí is een indianengebied (comarca indígena) en deelgemeente (corregimiento) van de gemeente (distrito) Chepo in de provincie Panamá in Panama. In 2015 was het inwoneraantal 5000. De hoofdplaats is Akua Yala.
Het gebied ligt in het noordoosten van de provincie en wordt voornamelijk bewoond door Kuna-indianen.
Bocas del Toro · Chiriquí · Coclé · Colón · Darién · Herrera · Los Santos · Panamá · Panamá Oeste · Veraguas